# 韓亜由美

韓 亜由美（HAN,Ayumi)は、アーバニスト／デザインディレクターである。
東京新宿に生まれ育つ。1991年に独立。STUDIO HAN DESIGN（株）代表。Milano, Stuttgart, Karlsruhe, Seoulなど海外でのデザイン、アートの実験的活動を経て、現在に至るまで都市の公共分野を広くフィールドにしている。Hanが参画した主なプロジェクトは、橋梁（人道橋、高架橋）､高速道路景観、自動車専用道路･トンネル等の交通空間、集合住宅環境、工事中景、など建築から都市土木･道路分野に及ぶ。
これらプロジェクトに通底するのは、都市を、抽象的な「空間」や個別の「建造物」の集合としてではなく、日々生活する人々の移動や交流･滞留からなる動線を包みこむライブな「棲息環境」として、市民共有のコモンズとして捉えていることである。
その視座からHanは、これまでの業態の枠組みではデザイン対象として顧みられなかった現代都市のVoidとも言える要件に、学際的戦略を含む新たなデザイン･アプローチで向き合い続けている。経済合理性最優先で変化著しい現代社会において、人間らしく生きられる場を開拓している。

## 略歴
2018年　東京大学大学院 学際情報学府（先端表現情報学） 博士課程 単位取得満期退学。1982年東京芸術大学美術学部デザイン科卒業。ミラノ工科大学建 築コースへの留学を経てクラマタデザイン事務所に勤務後、1991年に独立。1992年、（株）ステュディオハン設立。後にSTUDIO HAN DESIGN（株）へ、現在に至る。
1982年　東京芸術大学　美術学部　デザイン科卒業
1986年　ミラノ工科大学　建築コース留学
1986-’88　 SOWDEN DESIGN, Milano勤務
1988-’90年　クラマタデザイン事務所勤務
1991年　独立
1994-’95年　Akademie Schloss Solitude, Stuttgart アーティストインレジデンス招聘
1995年　Hochschule für Gestaltung in Karlsruhe　メディアアートコース常勤講師
2000年　株式会社ステュディオハン　代表取締役
2002-’11年　尾道市立大学 芸術文化学部 美術学科・美術研究科　非常勤講師
2004-’15年　長岡造形大学 造形学部 環境デザイン学科 非常勤講師
2005-’06年　グッドデザイン賞　建築・環境部門　審査員、部門長（2006年）
2007-’09年　法政大学 デザイン学部建築学科 非常勤講師
2009年　東京大学大学院学際情報学府学際情報学府（文化人間情報学） 修士課程　修了
2008-’17年　東京大学生産技術研究所 ITSセンター(先進モビリティ研究) 所属
2013-’17年　公立大学法人前橋工科大学　総合デザイン工学科・同大学院建築学専攻 教授
2014年　Anhalt University of Applied Sciences, Dessau, Germany Expertise Workshop /専門家ワークショップ招聘教授
2018年　東京大学大学院 学際情報学府（先端表現情報学） 博士課程 単位取得満期退学
2020年　STUDIO HAN DESIGN株式会社 に改称
2023年-　早稲田大学芸術学校　非常勤講師

## 主なデザイン実績

### シークエンスデザイン/ Sequence Design   研究と実践
シークエンスとは、特定の順序で持続的に展開する一連の関連した動的変化、内容、または物事。
シークエンス･デザインとは、移動･行動のダイナミズムを前提にデザインを構想することであり、時間軸に沿って展開するストーリーを企画したり、ヒトの活動環境を設計するということである。トンネルなど交通空間のデザインでは一編の音楽を「作曲する」プロセスに重ねられる。

#### 0．Art Installation　　Experimental installation concerning “Velocity and Perceptions”
- 1994-’95　"Sensorial Dynamics", Dec.1995：没入体験型映像インスタレーション, テーマ：速度と知覚

［Akademie Schloss Solitude］ Stuttgart Germany/ Artist in Residence

#### Ⅰ．Tunnel Sequence Design　 Sequence Design for safe and pleasant driving
- 1992-’95  東京湾横断道路（現アクアライン）トンネルシークエンス“720秒の時間旅行”

日本道路公団 /東京湾海底 延長10,000m 上下各線「計画案」
- 1992-’95　東京湾横断道路（現アクアライン）進入斜路シークエンス（コンクリート積層擁壁デザイン）

[日本道路公団] /神奈川県､川崎市 浮島町地先
- 1997　新日本坂トンネルシークエンス

日本道路公団 /東名高速道路/静岡県「計画案」 
1997　第1回ロレアル アーツ＆サイエンス賞受賞（奨励賞)：審査委員長 Ilya Prigogine, 他国際審査員団 

- 2000　南山第３トンネルシークエンス “The Year of New Art 2000” Installation

韓国文化観光省 /ソウル市､大韓民国: 60日限定設置 ※市民の要望にて更に1ヵ月間の期間延長
- 2002-’04　 小鳥/Odoriトンネルシークエンス

国土交通省･高山国道事務所 / 岐阜県中部縦貫高山清見道路：延長4,346ｍ 
2004　グッドデザイン賞 2004-05 特別賞受賞
- 2010-’12   日本海沿岸東北自動車道トンネルルートシークエンス “空と海と山のであうみち”

温海-鶴岡 あつみトンネル含む全４本, 全12.1km: 各延長1,025/ 6,022/1,993/ 2,496 [ｍ] 国土交通省 酒田河川国道事務所 /山形県､鶴岡市
- 2021-’23   国道401号線 博士トンネルシークエンス

福島県･会津若松建設事務所 / 福島県､会津美里町ー昭和村: 延長4,503ｍ
▶商標登録 第5281648号 ｢シークエンスデザイン｣2009年取得

#### Ⅱ. Optical Dot System（ODS）：Sequence Design of road-marking for speed control
- 2006-’08 首都高埼玉大宮線ODS：首都高速道路 走行空間改善検討業務

首都高速道路(株)/首都高速道路 埼玉大宮線/美女木JCT超, 延長900m
首都高シークエンスデザインプロジェクト「Works&Projects」  
【効果検証/ﾄﾗﾌｨｯｸｶｳﾝﾀｰ･6年間の統計的ﾃﾞｰﾀ分析､実車走行実験】
- 2011　自転車ODS：川崎港臨港道路東扇島水江町線 歩行者自転車共用道路 「計画案」

国土交通省･京浜港湾事務所/ 川崎港運河橋梁道路：延長約1,500ｍ 
【効果検証/被験者による供用前のゲートブリッジにおける自転車走行実験･分析】
- 2015-’21  国道18号線 碓氷バイパスODS

国土交通省･高崎河川国道事務所 / 群馬県 安中市：延長1,360ｍ
【 ①ODS検討／大型営業車走行実験. ②効果検証/プローブデータ統計的分析. ③検討委員会開催 】
- 2021-’22  国道252号線 本名トンネルODS

福島県･会津若松建設事務所 / 福島県､大沼郡金山町 : 延長250ｍ区間
【効果検証/フローティングカーによる走行速度計測･分析】
2020-’21  首都高湾岸線 つばさ橋ODS（路面表示）「計画案」
首都高速道路(株) 神奈川局 : 神奈川県､東京湾上：延長約 1,000ｍ 
【設計検討/VR環境によるDS*被験者実験: 担当オリエンタルコンサルタンツ】 *DS=Driving Simulator
▶  特許第4956228号 2007年取得.【発明の名称】道路： ODSをカバーする特許取得．
STUDIO HAN DESIGN 株式会社 と 首都高速道路株式会社 との共同特許

#### III．Structural Scape Design
- 1991-’92  仙川に架かる六橋のデザイン（河川改修に伴う架け替え）

世田谷区 /世田谷区祖師谷： 祖師谷中橋（実施設計，施工監修）みどり橋、黒橋、宮前橋（基本構想・基本設計）
- 1996-‘97　第二東名(新東名)高速 豊田ジャンクション(JCT) 景観デザイン “風景の生成”

日本道路公団､現NEXCO中日本 豊田JCTエリア統合的景観計画/  /愛知県
/橋脚形状･橋梁全体色彩計画/JCTエリア直径:約1,000m､橋脚:275基/2003年供用
- 1998-‘99　第二東名(伊勢湾岸道路)高速 豊田市〜刈谷市高架橋景観デザイン “Techno Forest”

 日本道路公団､現NEXCO中日本 エリア毎の個有の高架橋デザイン/ 愛知県
/豊田市渡刈町〜刈谷市西境町の行政区間毎の各橋梁形式での橋脚形状､橋桁色彩計画
/全19橋､橋脚:593基､道路橋延長:約12,600m/2003年供用
- 2002　豊田ジャンクション･パーク "Walker & Biker Paradise” -歩行者･自転車天国-：新東名高速道路 高架下エリア活用/ 基本設計「計画案」

豊田市/ 愛知県豊田市
- 2000-‘01　金勝山(旧栗東)トンネル西抗口＋周辺植栽設計/新名神高速道路日本道路公団/滋賀県

#### IV. Architecture, Interior
- 2013-‘14 朝霞浜崎団地大規模改修 バリューアップデザイン

“アーバンフォレスト ASAKAHAMAZAKI” 団地街区および棟内共用部の統合リデザイン計画
事業主体：独立行政法人 都市再生機構
企画設計・ディレクション：韓 亜由美／株式会社ステュディオハンデザイン,
サインデザイン：neucitora 刈谷悠三，イラストレーション：黒田潔
場所：埼玉県朝霞市．
2014年3月竣工
▶ 2017年 日本建築学会賞(業績) 受賞，2014 SDA賞､ 2014 グッドデザイン賞

### Ⅴ. Construction Sight／工事中景
- 2003 那覇港ドロスヤードプロジェクト/ [内閣府沖縄総合事務局]/ 国立組踊劇場建設地の沿道とドロスヤード(港湾沿岸の消波ドロスの制作工場)境界柵の設計とヴィジュアルデザイン▶ 2005 グッドデザイン賞受賞

- 2005-‘07 新宿駅南口基盤整備事業 工事中景 “新宿サザンビート2005､2006､2007”, 新宿ID：　-過去-現在-未来-.

国土交通省東京国道事務所 工事現場活性プロジェクト､工事仮囲い
を期間限定メディアとして活用/ 新宿駅南口前国道20号線 仮設跨線橋上､延長320m　
▶　2005 グッドデザイン賞受賞
- 2004 日本橋中央通り“Muromachi in Progress” 歩道用鋼製覆工板および歩車道境界デザイン

国土交通省東京国道事務所 /日本橋中央通り地下整備事業(三越前-三井タワー前歩道部)　
▶　2005 グッドデザイン賞受賞
- 2006-‘07 曳舟駅前開発工事中景 “ひきふね画” UR/都市再生機構 / 東武伊勢佐木線曳舟駅前開発

- 2007 “Thinking Forest”/ 東京大学情報学環 /福武ホール建設工事(赤門-正門の間)仮囲い延長99m

Live Museum Week；学際情報学府メディアアートコンテンツ展示の後､Thinking Forest；学生と教員の研究Keyword 800語を森のビジュアルを全壁面に展開
- 2010 “きたせん工事中景” / [首都高速道路株式会社]/横浜環状北線シールドマシン基地建屋壁面

## Publications
- 2015 デジタル・スタディーズ /[東京大学出版会]/著者：石田英敬,吉見俊哉 他（コラム）

- 2015 シビックプライド２/ [宣伝会議] / 編著：シビックプライド研究会（共著）

- 2005 工事中景 ケンセツゲンバノデザイン/［鹿島出版会］ISBN 4306044637/企画・著者：韓亜由美＋ ステュディオ・ハン・デザイン, 共著：原研哉, 佐藤可士和, 鈴木直之, KDaアーキテクチャ

- 1998 雑誌10＋1 (テンプラスワン) トラヴェローグ、トライブ、トランスレーション / [INAX出版] / メディア・デザイン研究所（特集頁）

- 1997 雑誌10＋1 (テンプラスワン) 交通空間としての都市 / [INAX出版] / メディア・デザイン研究所（特集頁）

- 1996 磯崎新の革命遊戯 / [TOTO出版] / 監修：磯崎新、編：田中純 他（図版頁他）

## Exhibition, Installation, Workshop, etc
- 2019 “まちはだれのもの 2018”/ Workshop, /(主催) [まちはだれのもの実行委員会]/SHIBAURA HOUSE, 芝浦（令和元年 港区文化芸術活動サポート事業採択）
- 2018 “まちはだれのもの 2018”/ Workshop, /(主催)/[まちはだれのもの実行委員会]/SHIBAURA HOUSE, 芝浦
- 2015 “東京デザインウィーク 2015”　「INTERACTIVE」展参加/ [Design Association ] /神宮外苑
- 2007 Thinking Forest/企画制作/[東大創立130周年事業 東京大学情報学環]/福武ホール工事中景
- 2013 “浮遊するデザイン 倉俣史朗とともに”出展/ [埼玉県立近代美術館]
- 2006 “都市の素シリーズ・工事中景展”企画制作/[日本デザインコミッティー]/松屋銀座
- 2002 “Hardcore – Concrete rise from Utility to Luxury” 出展 / Royal Institute of British Architects/[王立英国建築家協会] /London, U.K.
- 2001-04 東京デザイナーズウィーク 2001、2002、2004 出展/[デザインアソシエーション] /2001-Chair:Larva, 2002-Street Funiture:Plants, 2004-Having Fun:人･人･人
- 2000 南山第三トンネルシークエンスデザイン “The Year of New Art 2000”/ Installation /[韓国文化観光局]/ソウル,韓国
- 1996 Architecture of the Year1996 “カメラオブスキュラあるいは革命の建築博物館” / Exhibition Design, [磯崎新プロデュース、日本建築学会] /池袋メットホール
- 1995 Ayumi Han “Sensorial Dynamics” / Installation, video projection / [Akademie Schloss Solitude] /アーティストインレジデンス 個展/Stuttgart, Germany / 協力：ZKM (Center for Art and Media in Karlsruhe),  HfG Karlsruhe (State University of Arts and Design Karlsruhe)

## メディア出演（抜粋）
- 2016 NHK WORLD（国際放送）「 DESIGN TALKS plus 」”Tokyo Cityscape” /インタビュー, 作品紹介映像
- 2012 NHK総合/教育 「視点・論点」テーマ“ランドマークとシビックプライド”
- 2011 NHK教育　デザインあ（NHK Eテレ）「デザインの人」（2011年9月24日）
- 2006 NHK総合 「１都６圏」“新宿サザンビートプロジェクト2006：新宿ID”特集